# إيرل بروستر
إيرل بروستر (بالإنجليزية: Earl Brewster)‏ هو رسام وكاتب ومؤلف أمريكي، ولد في 21 سبتمبر 1878 في شاغرن فولز في الولايات المتحدة، وتوفي في 19 سبتمبر 1957 في Almora ‏ في الهند.